# Zinselhöhle
Die Zinselhöhle ist eine 160 Meter lange, naturbelassene Karsthöhle in der Nähe von Meschenbach, einem Ortsteil der Gemeinde Frankenblick im Landkreis Sonneberg in Thüringen. Sie dient Fledermäusen als Winterquartier. Auch Siebenschläfer nutzen die Höhle als Unterschlupf.

## Geologie
Mit der Heraushebung des Thüringer Schiefergebirges entlang der Fränkischen Linie seit der mittleren Kreidezeit und im Tertiär vor 70 Mio. Jahren, wurden mehrere hundert Meter mesozoische Überdeckung entfernt und das während der variskischen Orogenese vor 320 Mio. Jahren im Oberkarbon gebildete Faltengebirge wieder sichtbar gemacht. Gleichzeitig zerbrach dabei der Nordrand der angrenzenden Süddeutschen Scholle. In die entstandenen Risse und Klüfte der Schalkauer Muschelkalkplatte dringt seither das saure Quellwasser aus dem Gebirge ein und vergrößert diese. Beim Besuch der Zinselhöhle kann man also eine Höhle bei der Entstehung beobachten.

## Touristische Nutzung
Die Zinselhöhle ist von Mai bis Anfang Oktober für Besucher geöffnet. Sie kann jederzeit, nach Voranmeldung bei einem der Höhlenführer, befahren werden.